# NGC 6726
NGC 6726 (другое обозначение — ESO 396-N13) — отражательная туманность в созвездии Южной Короны.
Этот объект входит в число перечисленных в оригинальной редакции «Нового общего каталога».